# Stagno nativo
Lo stagno nativo è un minerale composto esclusivamente da stagno praticamente puro.

## Morfologia
Lo stagno nativo si presenta in granuli informi arrotondati o in aggregati, non sono conosciuti cristalli.

## Origine e giacitura
Lo stagno nativo si trova nelle sabbie alluvionali e in granuli nella calcite, nella kimberlite e nelle dorsali oceaniche associato con cassiterite, iridosmina, oro nativo, platino nativo, rame nativo e sorosite.